# Греко-северомакедонские отношения
Греко-северомакедонские отношения — двусторонние дипломатические отношения между Грецией и Северной Македонией, которые были установлены в 1992 году. При этом сторонами было принято, что новое имя этой бывшей югославской республики будет согласовано под эгидой ООН. Страны являются полноправными членами Совета Европы и НАТО. Протяжённость государственной границы между странами составляет 234 км.

## История
В 1991 году Республика Македония отделилась от Социалистической Федеративной Республики Югославия, но Греция отказалась признавать её под названием Македония.
Временное название Бывшая югославская Республика Македония (БЮРМ) использовалось в отношениях с Грецией с 1991 по 2019 год. Все государства-члены Организации Объединённых Наций согласились принять любое окончательное соглашение, являющееся результатом переговоров между двумя странами. Спор об именовании не помешал странам иметь тесные торговые связи и уровень инвестиций (особенно из Греции), но вызвал много политических и академических дебатов с обеих сторон.
13 сентября 1995 года страны подписали Временное соглашение, в соответствии с которым Греция признала Республику Македонию в соответствии с её временным названием. Переговоры, направленные на разрешение спора, продолжались с перерывами с 1995 по 2018 год. Под давлением Греции Европейский союз и НАТО пришли к соглашению, что для того, чтобы Республика Македония получила согласие на присоединение к этим организациям, необходимо сначала разрешить спор об именовании. Кроме того, в Международном суде ООН рассматривался иск Республики Македония против Греции за нарушение Временного соглашения.
Во время конфликта в Македонии в 2001 году Греция направила миротворческие силы вместе с другими членами НАТО и Европейского союза. Кроме того, Греция подарила Республике Македония 10 БТР «Леонидас-2».
В 2008 году на саммите НАТО в Бухаресте Греция воспрепятствовала приглашению Республики Македония в НАТО, ссылаясь на нерешённость проблемы с именованием государства, на что Республика Македония ответила иском в Международный суд в Гааге, на экономическом уровне спор не оказывал почти никакого влияния на отношения между странами. Греческие компании инвестировали в экономику Республики Македонии больше средств, чем в любую другую страну, являясь главным инвестором Республики Македонии. Только в Скопье ими было создано порядка 5000 рабочих мест.
4 октября 2012 года министр иностранных дел Греции Димитрис Аврамопулос направил меморандум о взаимопонимании министру иностранных дел Республики Македонии Николе Попоскому.
12 июня 2018 года Греция согласилась признать соседнее государство под наименованием Республика Северная Македония, что приветствовали северомакедонские власти, а 17 июня 2018 года два премьер-министра (Алексис Ципрас и Зоран Заев) подписали Преспанское соглашение, положившее конец спору об наименовании. Соглашение было предметом общенационального референдума, проведенного в Республике Македония 30 сентября 2018 года, на котором оно было одобрено и страна была переименована в Северную Македонию.
На Дельфийском экономическом форуме 2019 года Алексис Ципрас также объявил о намерении двух стран создать Высший совет сотрудничества. До 2019 года Греция содержала офис связи в Скопье и офис по консульским, экономическим и коммерческим вопросам в Битоле. Точно так же Северная Македония имела отделение связи в Афинах и управление по консульским, экономическим и коммерческим вопросам в Салониках. Однако с мая 2019 года страны обменялись вербальными нотами, в результате чего их офисы связи и консульства были преобразованы в посольства и генеральные консульства в соответствии с положениями Преспанского соглашения.

## Дипломатические представительства
- Греция имеет посольство в Скопье[16].
- Северная Македония содержит посольство в Афинах[17].

## В области экономики
Осуществляется строительство интерконнектора Греция-Северная Македония с целью транзита газа через территорию Греции в Северную Македонию. Строительство планируется завершить к 2025 году.